# Rata
La rata è il pagamento periodico da effettuare per estinguere un debito. La cadenza con cui pagare (mensile, trimestrale ecc.) è stabilita dal piano di ammortamento.
La rata è composta da una quota capitale e da una quota interessi.
In Italia, secondo quanto previsto all'art. 1194 del codice civile, quota in conto interessi e oneri accessori precedono il rimborso del capitale.
Quindi, il debito residuo si calcola sottraendo al capitale iniziale l'importo della rata, togliendo prima interessi e spese.